# Jean Carle
Pour les articles homonymes, voir Carle.
Jean Carle, né le 29 juin 1910 à Chambéry et décédé le 8 mars 2000 à Neuilly-sur-Seine, est un alpiniste, skieur et médecin français.
Alpiniste, Jean Carle a été membre de la première expédition française en Himalaya, au Karakoram, en 1936, aux côtés notamment d'Henry de Ségogne, Pierre Allain, Marcel Ichac, Jean Charignon, Jean Leininger, Louis Neltner, Jean Deudon, Jean Arlaud, Jacques Azémar. Il était membre du Groupe de haute montagne
Excellent skieur, Jean Carle est le fondateur du Ski-club alpin parisien (Scap). Il a également été vice-président de la Fédération française de ski et vice-président de la Fédération internationale de ski. Pendant les Jeux olympiques d'hiver de 1948 à Saint-Moritz, le climat politique étant encore instable, il tranche le problème de visa de trois athlètes autrichiens, prévenant un incident international.
De 1952 à 1960, il est secrétaire général du Comité olympique français. Chef de mission aux Jeux olympiques d'hiver de 1960 à Squaw Valley, il se plaint des conditions d'hébergement des participantes.
Jean Carle est l'époux de l'alpiniste Marie-Louise Hollier-Larousse. Il est mort en 2000